# Terrence McGee
Terrence Dewayne McGee (* 14. Oktober 1980 in Smith County, Texas) ist ein ehemaliger US-amerikanischer American-Football-Spieler auf der Position des Cornerbacks und Kick Returners. Er spielte für die Buffalo Bills in der National Football League (NFL). Er besuchte das Northwestern State College in Natchitoches, Louisiana und wurde 2003 in der 4. Runde des NFL Draft ausgewählt.

## College-Karriere
McGee war am College vier Jahre lang Starter seines Teams. Er wurde als Nickelback, Safety sowie Punt- und Kickoff-Returner eingesetzt. Während seiner Collegezeit stellte er dabei diverse Rekorde auf. In 43 Spielen erzielte er 192 Tackles und einen Quarterbacksack. Er wehrte 46 Pässe ab und fing elf Interceptions, die er für 166 Yards Raumgewinn zurücktrug und dabei zwei Touchdowns erzielte. Des Weiteren verursachte er vier Fumbles und eroberte drei davon. Terrence McGee hatte 56 Punt-Returns für einen Schul-Rekord von 972 Yards (durchschnittlich 17,4 Yards/Punt), drei Punts konnte er für einen Touchdown zurücktragen. Bei zwölf Kickoff-Returns konnte McGee 264 Yards erzielen (durchschnittlich 22,3 Yards/Return).

## NFL-Karriere
Er wurde 2003 in der 4. Runde als 111. Pick von den Buffalo Bills gedraftet. Er ist Stammspieler und hält mehrere Team- und NFL-Rekorde. Am 14. Februar 2013 wurde er aus dem Kader der Bills entlassen.

## Rekorde

### NFL
- Einer von zehn NFL-Spielern mit fünf Touchdowns durch Kick-Returns
- Wurde der 23. NFL-Spieler mit mehr als 5000 Yards bei Kick-Returns, der 10. der dies schaffte, ohne das Team zu wechseln
- 1. NFL-Spieler, der einen Kickoff und eine Interception im gleichen Spiel für zwei Touchdowns returnte
- 10. Spieler der NFL, dem in einer Saison drei Touchdowns durch Kick-Returns gelangen

### Team
- Sieben Return-Touchdowns
- 24 Spiele mit 100-Yard Kick-Returns
- Meiste Kick-Return Yards in einer Saison
- 1. Spieler, der einen Opening-Kickoff für einen Touchdown returnte.

Quelle: